# Santo André do Fratte (título cardinalício)
Santo André do Fratte (em latim, S. Andreae Apostoli de Hortis) é um título cardinalício instituído em 12 de março de 1960 pelo Papa João XXIII, pela constituição apostólica Cum nobis. Sua igreja titular, Sant'Andrea delle Fratte, foi construída para os membros da Ordem dos Mínimos.

## Titulares protetores
- Paolo Marella (1960-1972)
- Joseph Marie Anthony Cordeiro (1973-1994)
- Thomas Joseph Winning (1994-2001)
- Ennio Antonelli (2003-)